# Josep Grases Sabater
Josep Grases Sabater (Reus, segle xviii - segle XIX) va ser un jurista i polític català, fill de Josep Grases i Ribes i net de Francesc Grases i Gralla.
Devia néixer cap el 1730. Era doctor en Dret i va ser advocat dels Reials Consells i administrador general del Comtat de Prades. Va ser nomenat secretari de la corporació municipal reusenca els anys 1755 i 1765, i per tres vegades va ser alcalde de Reus, el 1779-1780, 1783-1784 i 1793-1794. El seu pare, Josep Grases i Ribes, havia estat regidor degà de la ciutat els anys 1741 i 1745 i síndic procurador general el 1761. Josep Grases Sabater formava part de la burgesia ennoblida reusenca amb moltes vinculacions amb els empresaris i comerciants locals, com ara els Miró, els Folch i els Aixemús. Va morir a principis del segle xix i va ser enterrat a la capella de sant Joaquim al convent dels carmelites. En el seu últim mandat com a alcalde, el 1793-1794, va cooperar en la creació d'un cos d'exèrcit per participar en les campanyes de la Guerra Gran. Va reclutar 88 mossos que va gratificar amb 500 o 600 rals, en va vestir uns altres 30 que van anar a la marina, va contribuir amb 81 mules per a l'exèrcit del Rosselló, i va donar 4.500 rals per al vestuari dels 88 mossos reclutats. Els de Reus van ser lloats en cançons impreses degut al seu valor, però a finals de novembre de 1793, una part va desertar degut al rigor del clima i a la mala alimentació. Pel mes de maig de 1794, l'ajuntament, seguint les ordres de Luis Firmín de Carvajal, comte de la Unión, general en cap de les forces espanyoles a la Guerra del Rosselló, va organitzar una lleva de sometent, nomenant una junta per a aquesta funció. A finals de juny hi havia organitzada una força de 960 homes, distribuïts en dotze companyies, cadascuna amb els seus capitans i oficials, manats per Joan de Bofarull. Aquesta va ser l'última vegada que es va aixecar sometent a Reus, i el 26 de juliol, després de recórrer els carrers de la vila, es va obrir la porta del costat del baluard, i va sonar la campana major amb toc de guerra. El sometent, amb la benedicció del prior, va marxar en direcció a la Seu d'Urgell.

## La Balandra Verge de Misericòrdia
L'historiador reusenc Andreu de Bofarull explica que el 1779, quan Josep Grases havia pres possessió de l'alcaldia, estava en ple desenvolupament la Revolució Americana, i Espanya, que ajudava els francesos i els rebels americans, va entrar en conflicte amb els anglesos que posseïen Gibraltar i Menorca, i entorpien el comerç marítim. Els comerciants reusencs el van visitar per proposar-li la construcció d'una balandra (en realitat un cúter) per a atacar amb patent de cors les naus angleses i també els pirates berberescos que entorpien el comerç. L'alcalde va impulsar la construcció de la nau, i va rebre permís del ministre Comte de Floridablanca en nom del rei, autoritzant-ne la construcció. Cap a finals de la primavera de 1780, un cop acabada la nau, es va fer a la vela amb el nom de Verge de Misericòrdia, la patrona de la ciutat, amb catorze canons de bronze, dos pedrers i cent tripulants. El capità era Martí Badia, de Palamós. La població reusenca havia fet petites aportacions per tal d'ajudar l'ajuntament i el comerç a la construcció del cúter i la sortida de la nau des del port de Salou va ser acompanyada per la majoria de vilatans. La balandra va aportar a la ciutat molts guanys, fruit dels seus combats i les seves victòries. Va lluitar contra una fragata de la Marina Reial anglesa, a la que va obligar a refugiar-se a Maó molt malmesa. Va fer presoneres diverses naus, un cúter anglès, un corsari menorquí, un xabec algerià i va destruir altres naus en front de les costes catalanes. A finals de 1782, quan ja havia fet el seu servei, es va vendre la balandra, i a l'ermita de Misericòrdia s'hi van penjar les banderes angleses i algerianes de les que s'havien apoderat.